# Старопрамен
Старопрамен (на чешки: Staropramen) е марка чешка лагер бира, която се произвежда от чешката пивоварна „Pivovary Staropramen s.r.o.“, собственост на „Molson Coors“.

## История
Компанията е основана през 1869 г. в пражкото предградие Смихов. Нейни основни акционери са Ян Когоут и Вилем Пицек. Първата бира е произведена през 1871 г. През 1913 г. компанията регистрира 16 търговски марки, сред които и Staropramen. Името Staropramen в превод означава „старият извор“.
Освен в Чехия, Старопрамен се произвежда по лиценз в над 30 държави в целия свят, включително и в България. Като част от портфолиото на „Каменица“ АД, марката Staropramen присъства на българския пазар от 2005 г.

## Търговски асортимент
Търговският асортимент на Staropramen включва следните разновидности:
- Staropramen Světlý – светла лагер бира, 10% екстрактно съдържание, 4% алкохолно съдържание,
- Staropramen 11 – светла лагер бира, 11% екстрактно съдържание, 4,7% алкохолно съдържание,
- Staropramen Ležák – светла лагер бира, 12% екстрактно съдържание, 5% алкохолно съдържание,
- Staropramen Nefiltrovaný – светла нефилтрирана бира, с пшеничен малц, с 5% алкохолно съдържание;
- Staropramen Granát – полутъмна лагер бира, 12% екстрактно съдържание, 5% алкохолно съдържание,
- Staropramen Černý – тъмна лагер бира, 12% екстрактно съдържание, 4,4% алкохолно съдържание,
- Staropramen Nealko – безалкохолна бира, с до 0,5% алкохолно съдържание,
- Staropramen COOL Lemon – радлер с лимон, 2% алкохолно съдържание,
- Staropramen Cool Grep – радлер с грейпфрут, 2% алкохолно съдържание.